# Linha Schomburgk

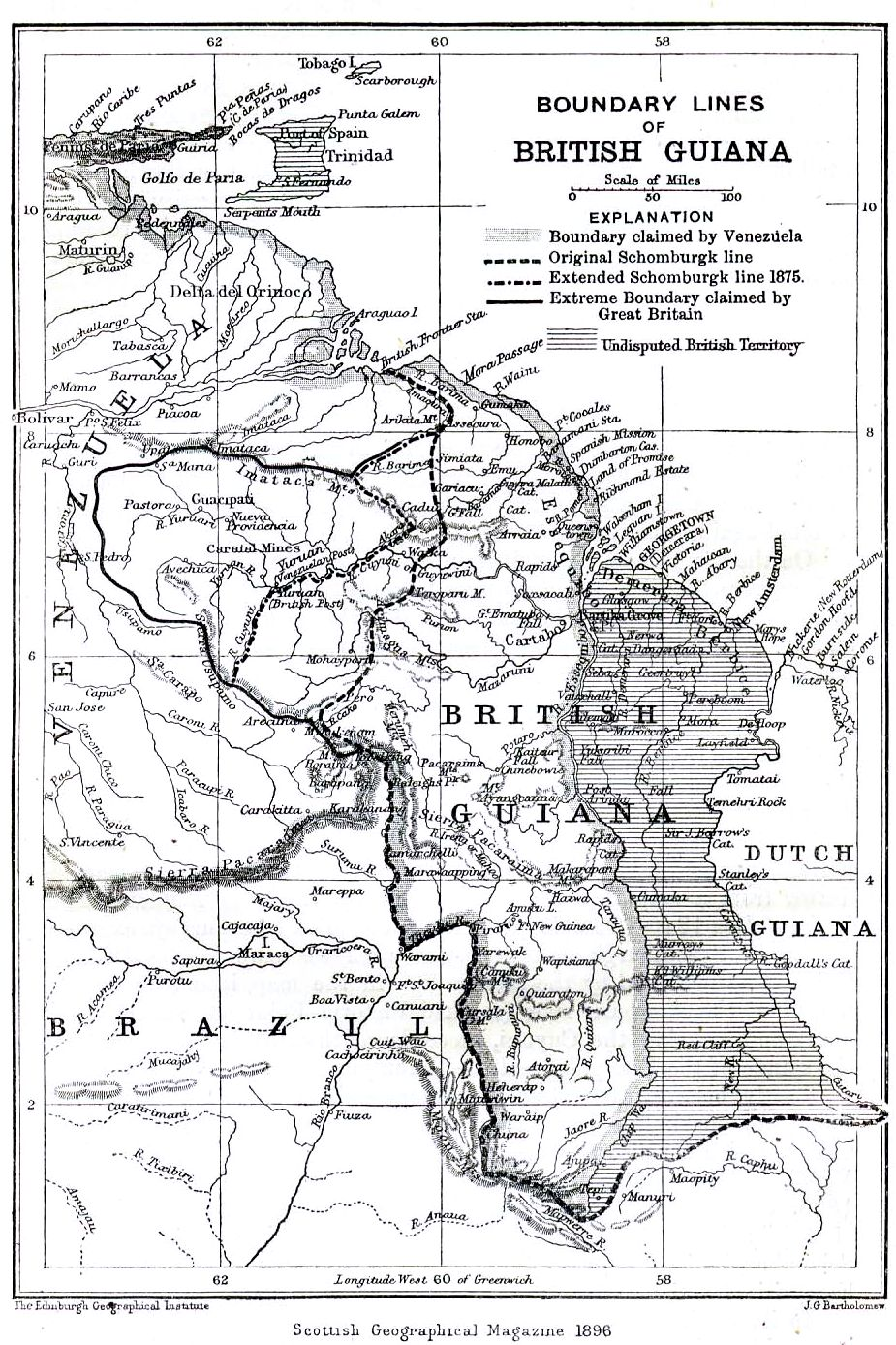
Mapa britânico que mostra:
- A reclamação fronteiriça máxima dos britânicos
- O limite atual aproximadamente (disputado)
- A reclamação fronteiriça máxima da Venezuela.

A Linha Schomburgk (em inglês: Schomburgk Line) é uma linha de fronteira proposta que se desenhou no século XIX em plena disputa territorial entre a Venezuela e a Guiana Britânica (atualmente Guiana). Schomburgk é um apelido de origem alemã e a linha deve o nome ao explorador e naturalista britânico Robert Hermann Schomburgk (1804-1865) que tinha nascido na Alemanha mas estava ao serviço dos britânicos.
Em 1841, sob os auspícios da Royal Geographical Society, Schomburgk foi enviado numa viagem de exploração botânica e geográfica à então colónia inglesa da Guiana Britânica para definir as fronteiras com Venezuela e Guiana Holandesa (hoje Suriname). Tal foi  necessário porque quando o Reino Unido tomou posse da Guiana Britânica (conhecida como as colónias de Esequibo, Demerara e Berbice), mediante o tratado Anglo-Neerlandês de 1814, os Países Baixos não tinham definido a fronteira ocidental com a agora independente Venezuela. Tal deu lugar a um estudo que hoje se conhece como "linha Schomburgk", uma fronteira que de facto solicitou 30 000 milhas quadradas (80 000 km²) adicionais para a Guiana Britânica.
Em termos gerais, a controvérsia fronteiriça remonta ao século XVI quando britânicos, neerlandeses e espanhóis eram rivais nesta parte da América do Sul. Porém, a fixação de uma fronteira precisa inicialmente não era uma prioridade para as potências coloniais, dada a natureza de pouco desenvolvimento no território em questão. O conflito iniciou em 1841 quando o Governo da Venezuela protestou o que considerou uma invasão britânica em território venezuelano. A Venezuela reclamou a linha Schomburgk, alegando que o Reino Unido teria adquirido ilegalmente cerca de 30 000 milhas quadradas (80 000 km²) do seu território. A Venezuela afirmava que as suas fronteiras chegavam, a leste, até ao rio Esequibo invocando o princípio Uti possidetis iure. Quando se descobriu ouro no território em disputa, o Reino Unido tratou de ampliar o seu alcance, reclamando cerca de 33 000 milhas quadradas (85 000 km²) adicionais a oeste da linha Schomburgk. 

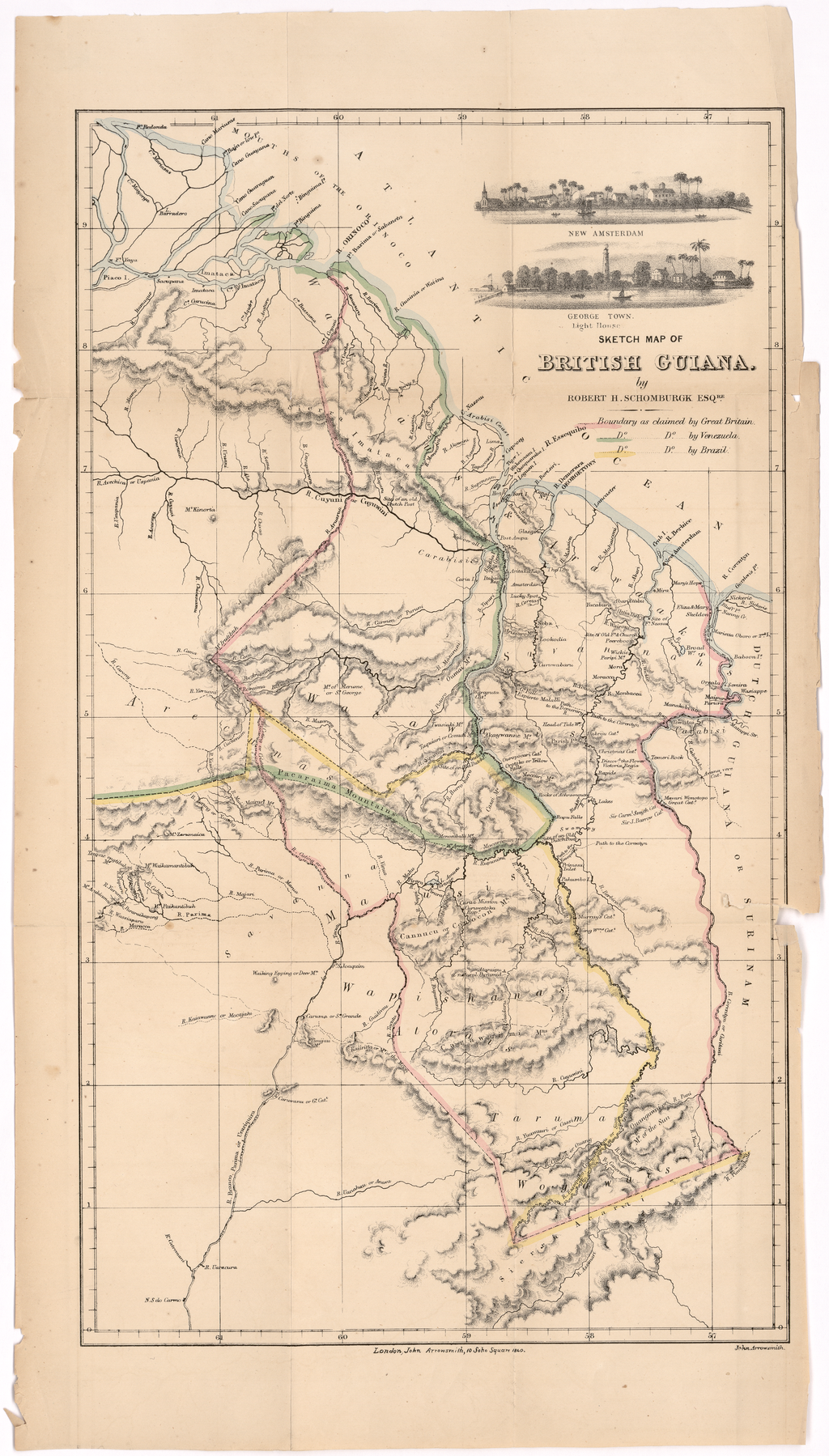
Mapa britânico que mostra a Linha Schomburgk de 1840 (vermelho) e as reclamações da Venezuela (verde)

Em 1841 Robert Schomburgk traçou uma linha fronteiriça desde o rio Moruca até ao Esequibo, definindo uma área com 4290 km². Depois traçou uma segunda linha chamada Norte-Sul que englobava a foz do rio Amacuro até ao monte Roraima, o que representava cerca de 141 930 km². A migração de colonos britânicos para os territórios situados além da margem esquerda do Esequibo originaria a primeira reclamação da Venezuela perante a Grã-Bretanha.
Em 1876 a Venezuela rompeu as relações diplomáticas com o Reino Unido e fez um pedido aos Estados Unidos para arbitrar a polémica, citando a Doutrina Monroe como justificação. Nos 19 anos seguintes, os Estados Unidos expressaram a sua preocupação, mas na prática fizeram muito pouco para resolver a situação.
Em 1895 o Secretário de Estado dos Estados Unidos Richard Olney enviou uma carta ao primeiro-ministro britânico Robert Gascoyne-Cecil, Lord Salisbury exigindo aos britânicos apresentar a controvérsia sobre a fronteira à arbitragem de fronteiras utilizando a Doutrina Monroe como justificação. Salisbury alegou que a Doutrina Monroe não era válida face ao direito internacional. Em dezembro de 1895 o Presidente dos Estados Unidos Grover Cleveland pediu ao Congresso autorização para designar uma Comissão de Limites e que as decisões posteriores da comissão se aplicariam, "por todos os meios". O Reino Unido tinha então muitas outras preocupações no seu império e não tinha nenhum desejo de iniciar conflitos nas Américas, o que fez que o primeiro-ministro Salisbury aceitasse submeter a controvérsia à Comissão de Fronteiras norte-americana. Em 1899 finalmente constituiu-se em Paris um tribunal arbitral cuja decisão deveria ser aceita por ambas as partes como forma de resolver o litígio. O chamado Laudo Arbitral de Paris de 3 de outubro de 1899 determinou que a fronteira seguisse a demarcação que Schomburgk propôs em 1835. A decisão tem sido historicamente reclamada pela Venezuela sobre a base de o membro russo da comissão ter supostamente atuado incorretamente, além de que nenhum venezuelano pôde participar na arbitragem, apenas britânicos, norte-americanos e outros estrangeiros.
Num assunto relacionado com a fronteira meridional entre a Guiana Britânica e o Brasil (chamada Questão do Pirara) esta resolver-se-ia depois da arbitragem feita pelo rei da Itália Victor Emanuel III em 1904, quando os estudos de Schomburgk também desempenharam um papel importante.